# Гарфийлд (окръг, Монтана)
Вижте пояснителната страница за други населени места с името Гарфийлд.
Окръг Гарфийлд (на английски: Garfield County) е окръг в щата Монтана, Съединени американски щати. Площта му е 12 556 km², а населението - 1293 души (2017). Административен център е град Джордан.